# Джида (Бурятія)
Джида́  (бур. Жада/Зэдэ, рос. Джида) — село Джидинського району Республіки Бурятії, Росія (до 2012 — селище міського типу). Входить до складу сільського поселення «Джидинське». Населення — 3266 осіб (2015 рік)[джерело?].
У селі розташована залізнична станція Джида Східно-Сибірської залізниці Росії (Трансмонгольська залізниця; дільниця Заудинський — Наушки між станціями Селендума і Хужир)[джерело?].

## Географія
Село розташоване на крайньому сході району, за 65 км від районного центру, села Петропавлівка, на південь від Боргойського хребта, на лівобережжі річки Джиди (3 км на північ від головного річища), за 7 км на південний захід від місця її впадання в Селенгу. Місцевість степова. Поблизу колишнього військового містечка є численні кар'єри, створені штучним шляхом[джерело?].

## Історія
1936 року почалося будівництво залізничної гілки від Улан-Уде до Наушок. У 1937 році на березі річки Джиди було зведено кілька бараків для будівельників, а з 1938 року за новоствореним містечком будівельників закріпилася назва Джида. До 1966 року селище не мав самостійного статусу. Указом Президії Верховної Ради Бурятської АРСР від 21 липня 1966 року було утворено Джидинську сільраду[джерело?].
У 1968—1969 роках побудований аеродром і сюди перебазувався 2-й гвардійський винищувальний авіаційний полк (надалі — бомбардувальний)[джерело?].
22 березня 1973 року населений пункт Джида віднесений до категорії робочих селищ[джерело?].
1974 року в селищі розміщують 7-му зенітно-ракетну бригаду[джерело?].
У 2012 році з селища у зв'язку з передислокацією було виведено авіаційний полк, а аеродром покинуто. Соціально-економічний розвиток поселення пішов на спад: адміністрація втратила основні доходи (близько 10 відсотків від частин, що дислокувалися тут). Через те, що цивільне населення працювало в основному у військових частинах, підвищився рівень безробіття, зачинилося багато приватних торгових точок, місцеве населення змушене було, частково, мігрувати в Улан-Уде.
6 грудня 2012 року робоче селище було перетворено на село[джерело?].

## Економіка
При будівництві залізниці поблизу селища працював щебеневий баластовий кар'єр, потім збудували перевальну базу Джидинського вольфрамо-молібденового комбінату. У 1942 році було створено нафтобазу. 1959 року в Джиді почала діяти сільськогосподарська організація «Заготзерно». У 1964 році побудовано базу Бурятської кооперативної спілки та підприємство «Сільгосптехніка» (Сельхозтехника). Також за радянських часів працювала база «Буркоопспілки» (Буркоопсоюз), «Заготконтора». Більшість цих підприємств наразі не функціонують[джерело?].
Поблизу села розташований покинутий військовий аеродром «Джида». На ньому з 1969 року дислокувався 2-й авіаційний полк (в/ч 49706) та управління 21 дивізії (в/ч 17954), у 2010—2011 роках перебазований до міста Челябінськ (аеродром «Шагол»). У 1974—2012 в селищі дислокована 7-ма зенітна ракетна бригада (потім полк, в/ч 26292), також передислокована до Челябінська. У 1981—1983 роках базувався 21-й авіаполк (в/ч 35551), переведений у Баку. У 1984-1988 роках базувався 125-й авіаполк (в/ч 22770), переведений на аеродром Домна. Після виводу авіації аеродром офіційно закритий з 4 квітня 2011 року. Станом на 2012 рік із 13 п'ятиповерхових будинків військового містечка 8 були повністю нежитлові, решта мали кинуті квартири.
Працює поштове відділення, нафтобаза, з промислових підприємств — м'ясокомбінат. Стільниковий зв'язок у селі забезпечується компаніями МТС, МегаФон, Tele2; доступ в Інтернет — провайдером «Ростелеком» та стільниковими операторами із застосуванням технології 4G[джерело?]. Є кабельне телебачення.

## Культура
Працює середня загальноосвітня школа, в якій ведуться гуртки та секції різної спрямованості (спортивні, культурні, дозвілля тощо), дитячий садок, сільська бібліотека, дільнична лікарня, фізкультурно-оздоровчий комплекс[джерело?]. Функціонує осередок рашистської дитячої мілітарної організації Юнармія.

## Визначні місця
Одигітрієвська церква — православний храм, належить до Улан-удинської єпархії Бурятської митрополії Російської православної церкви.